# Liujiang
Liujiang (en chino, 柳江县; pinyin, Liǔjiāng Xian; zhuang estándar: Liujgyangh Yen), es un condado que está bajo la administración directa de la ciudad de Liuzhou, Región Autónoma Zhuang de Guangxi, República Popular China, situado en la orilla sudoeste del río Liu. Cubre una superficie de 2539.16 kilómetros cuadrados (980,38 millas cuadradas) y tenía una población de 562 351 habitantes en 2010. La división más austral a nivel condado de la ciudad de Liuzhou se encuentra al sur de la ciudad de Liuzhou, bordeando las ciudades nivel prefectura de Laibin al sur y Hechi al noroeste.

## Divisiones administrativas
Liujiang consta de 12 pueblos:
1. Labao (拉堡镇),
2. Liyong (里雍镇),
3. Baipeng (百朋镇),
4. Chengyuan (成团镇),
5. Luoman (洛满镇),
6. Liushan (流山镇),
7. Sandu (三都镇),
8. Ligao (里高镇),
9. Jiangde (进德镇),
10. Chuanshan (穿山镇),
11. Shibo (土博镇)

Y la villa Baisha (白沙乡)

## Transporte
- Ferrocarril Guizhou-Guangxi
- Ferrocarril Liuzhou-Wuzhou

## Homínido de Liujiang
El hallazgo del hombre de Liujiang da apoyo a la afirmación de que los humanos modernos llegaron de África al sur de China hace unos 100.000 años. En la cuenva Zhirendong (ciudad Chongzuo) se hallaron restos de hace 100.000 años. El homínido de Liujiang está polémicamente datado  de hace entre 139.000 y 111.000 años.